# July Morning
July Morning (укр. Липневий ранок) — композиція британського рок-гурту Uriah Heep. Пісню написали 1970 року клавішник гурту Кен Генслі та вокаліст Девід Байрон.
July Morning була записана в липні 1971 року в лондонській студії Lansdowne та стала третім треком в альбомі Look at Yourself, що вийшов на лейблах Mercury Records та Bronze Records в жовтні того ж року. Приблизно чотири останні хвилини треку звучить віртуозне соло Манфреда Манна на синтезаторі «Мінімуґ».
В 1973 році «жива» версія пісні ввійшла до концертного альбому Uriah Heep Live та була випущена як сингл.
Упродовж багатьох років July Morning залишалася центральною композицією концертного репертуару гурту.

## Історія створення
За словами Кена Генслі, July Morning стала символом того напрямку, в якому на той час розвивалася творчість гурту. Хоча пізніше він говорив, що написав цю пісню за рік до виходу альбому:
|  | Я цю пісню написав у 1970 році. Тобто це було під час турне, в середині турне по Англії, сидів у автобусі, чекав на інших - вони там всюди бігали навколо, і я дуже довго просидів у автобусі в очікуванні. Що залишалося робити? Взяв гітару, став награвати, і поступово прийшла пісня. І це дійсно було липневий ранок, більш того, це було три години ранку... |

## Текст
Тема пісні — пошук любові й неможливість її знайти. Ліричний герой, будучи не в змозі знайти любов зовні, доходить висновку: «Я буду шукати тебе в моєму серці, в думці, в душі» (англ. I'll be looking for you ... In my heart, in my mind, in my soul).

## Учасники запису
- Девід Байрон — вокал
- Кен Генслі — клавішні, бек-вокал
- Мік Бокс — гітара
- Пол Ньютон — бас-гітара
- Ієн Кларк — ударні
- Манфред Манн — синтезатор «Мінімуґ»

## Релізи
Вперше пісня була випущена на третьому студійному альбомі гурту Look at Yourself у 1971 році та як сингл у Японії та Венесуелі. На венесуельському синглі трек був розділений на дві сторони, а на японському синглі містилася відредагована версія пісні, яка пізніше увійшла до збірки найбільших хітів гурту Your Turn to Remember (2016).
Концертна версія композиції також вийшла як сингл у 1973 році.
2009 року в альбомі Celebration гурт випустив нову версію пісні.

## Відгуки та оцінки
Критик Дейв Томпсон у своїй рецензії на AllMusic зазначає, що й у інших альбомах Uriah Heep є «свої шедеври й своя класика», але жодна пісня не йде ні в яке порівняння з цим десятихвилинним епічним треком «з величним аранжуванням та виконанням».
За словами критика Дональда Гаріско саме після July Morning Девіда Байрона стали згадувати в числі провідних рок-вокалістів світу, називаючи його вокальний стиль «близьким до оперного» й визнаючи, що він став «зразком для вокалістів нового покоління, зокрема, Роба Галфорда».
Критиками визнається також важлива роль в аранжуванні композиції Манфреда Манна, який став справжнім «каліфом на годину»: його синтезаторна партія явила собою «настільки грайливу суміш помпезності й церемоніальності, що можна запідозрити, що все це замислювалося як сатиричне».
Використавши муг-синтезатор, Uriah Heep (згідно Девіду Томпсону) віддали данину модній тенденції прогресивного року того часу, але, на відміну від усіх своїх сучасників, цій деталі надали чи не вирішальне значення: «відкинули будь-яку стриманість і явили такий перл надмірності, що сама крайня грандіозність авантюри пригнічує будь-яке бажання їй опиратися».
1995 року July Morning увійшла до списку «500 найкращих пісень» за версією фінської радіостанції Radiomafia.